# Migration (Biologie)
Migration ist ein Konzept zur Beschreibung von Bewegungen von Organismen oberhalb eines bestimmten (art- und skalenabhängigen) Bereichs. Bei Tierarten wird in der Regel unterschieden zwischen mehr oder weniger alltäglichen Bewegungsmustern, die innerhalb eines Aktionsraums oder Territoriums stattfinden, und die vor allem dem Aufsuchen und der Gewinnung von Nahrung oder der Suche nach Paarungspartnern dienen, und darüber hinausgehenden Bewegungen, die das Tier weit außerhalb seines Aktionsraums führen, Migrationen sind nur die über den Aktionsraum hinausführenden Bewegungen. Diese Bewegungen sind dabei nicht rein zufällig, wie es etwa das Verdriften von Organismen durch einen schweren Sturm wäre, sondern in der Regel durch morphologische und Verhaltensanpassungen vorgegeben und im Lebenszyklus und in der Populationsstruktur der jeweiligen Art sinnvoll und notwendig.

## Klassifikation
Je nach Ausprägung und biologischem Sinn werden diese Bewegungsvorgänge unterschiedlich klassifiziert:
- Migrationen im engeren Sinn sind gerichtete, meist zu einem Ziel hin und in den ursprünglichen Lebensraum zurück führende Wanderungen, die von gesamten Populationen, in der Regel synchron, durchgeführt werden (vgl. dazu: Tierwanderungen). Dabei können dieselben Individuen hin- und rückwandern (z. B. Vogelzug, Huftierwanderungen der afrikanischen Savannen, Wanderungen der Wale zwischen tropischen und arktischen Meeren) oder deren Nachkommen (meist Insekten, beispielsweise wirtswechselnde Blattlausarten).
- Ausbreitungs- oder Dispersions-Vorgänge (engl.: dispersal; gelegentlich Dismigration genannt) sind gerichtete Wanderungen aus dem angestammten Lebensraum hinaus, meist mit dem Ziel der Ansiedlung in neuen Lebensräumen (Kolonisierung). Jede biologische Art muss zumindest in gewissem Maß zu solchen Ausbreitungsvorgängen in der Lage sein, da sie ansonsten bei jeder Änderung der Lebensbedingungen im Ursprungshabitat sofort aussterben würde. Ausbreitung kann dabei je nach Art unterschiedlich, von Bewegungen im Zentimeterbereich bis hin zu Bewegungen über Kontinente hinweg, erfolgen. Viele Arten besitzen besondere Lebensphasen oder Stadien, die speziell der Ausbreitung dienen.

Sowohl die Abgrenzung dieser Vorgänge gegeneinander als auch gegenüber den „normalen“ Bewegungsmustern im Aktionsraum ist dabei unscharf. So gibt es beispielsweise Tierarten, die überhaupt keinen dauerhaften definierten Aktionsraum besitzen, diese werden „nomadische“ Arten genannt. Migrationen im zweiten Sinn (Dispersion) betreffen alle Arten von Organismen, also z. B. auch Pflanzen, Pilze und Mikroorganismen. Beide Arten von Migrationen können je nach Art in einer bestimmten Lebensphase immer (obligat) oder nur bei besonderen Anlässen und Bedingungen (z. B. bei Nahrungsknappheit) (fakultativ) erfolgen.
Bei der Betrachtung von Migrationen existieren zwei Betrachtungsebenen nebeneinander, die beide eine lange Tradition besitzen, aber nur selten miteinander verknüpft werden:
- Ebene des Individuums. Untersucht werden hier individuelle Anpassungen des jeweiligen Organismus an Migrationsvorgänge, z. B. Verhaltensanpassungen.
- Ebene der Population. Hier werden vor allem Auswirkungen von Migrationsvorgängen auf Ökologie und Verbreitung von Populationen und Arten untersucht. Ein typischer Ansatz ist z. B. die Theorie der Metapopulationen.

Für beide Ebenen gleichermaßen bedeutsam, aber bisher nur in Ansätzen erforscht, ist die Ebene der Gene. Wenn Ausbreitung adaptiv sein sollte, muss sie eine genetische Basis besitzen. Diese wird in der Forschung auf deskriptiver Ebene (durch Analyse der Erblichkeit, beispielsweise von Verhalten) als auch kausal (durch direkte Analyse verhaltensbestimmender Gene) betrachtet. Die Vorgänge sind aber erst in Ansätzen tatsächlich enträtselt.

## Typen und Formen von Migrationen
Es existieren nebeneinander zahlreiche Ansätze, Migrationen zu typisieren. Diese besitzen je nach Ebene und Fragestellung unterschiedliche Vorzüge. Auch die Ansätze bei der Bearbeitung von Vögeln, Säugetieren, Insekten und marinen Organismen sind traditionell etwas verschieden.
Nach dem räumlichen Bewegungsmuster existieren z. B. folgende Fälle:
- Hin- und Zurückmigrationen. Dies ist der klassische Fall, der vor allem die Untersuchung des Vogelzugs geprägt worden ist. Beim Vogelzug ziehen in der Regel dieselben Individuen zwischen Sommer- und Winterhabitat hin und her. Weitere gut untersuchte Fälle sind z. B. Fledermäuse[3] oder Wale. Die ostpazifische Population des Grauwals wandert jedes Jahr zwischen der Beringsee und der Bucht von Kalifornien, einzelne Wale können dabei mehr als 18.000 Kilometer im Jahr zurücklegen. Bei jeder dieser Gruppen können Hin- und Rückzugroute verschieden sein, wodurch sich eine Schleife ergibt. Vor allem bei Insekten, aber auch z. B. bei Wanderfischarten wie Lachsen und Aalen sind es nicht die Individuen selbst, sondern erst ihre Nachkommen, die die Rückwanderung antreten. Tägliche Migrationen in der Wassersäule auf und ab, die mehrere hundert Meter ausmachen können, sind typisch für zahlreiche Vertreter des marinen Planktons.
- gerichtete Migrationen. Zahlreiche Arten besitzen in ihrem Lebenszyklus eine obligate Migrationsphase. Dies ist bei vielen Tiergruppen ein Larvenstadium. Bei den Fluginsekten (Pterygota) führen in der Regel die jungen adulten Tiere (Vollkerfe, Imagines) sog. Dispersionsflüge durch. Die Ausbreitungsphase ist hier fest in den Lebenszyklus integriert. Meist ist die Gonadenreifung verzögert und erfolgt erst im Anschluss an die Migrationsphase, dies wurde als „Oogenesis-Flug-Syndrom“ systematisiert.[4] Bei zahlreichen Insektenarten existieren nebeneinander flugfähige (langflügelige oder makroptere) und flugunfähige (kurzflügelige bzw. flügellose, brachyptere oder aptere) Individuen. Dieser Dimorphismus hat sehr oft eine genetische Basis: In der Regel ist bei holometabolen Insekten (mit vollständiger Verwandlung) ein einziges Allel verantwortlich, bei dem die langflügelige Form rezessiv und die kurzflügelige dominant vererbt wird. Seltener existiert eine durch Umwelteinflüsse induzierte regelrechte Ausbreitungs-Morphe, wie bei den Wanderheuschrecken. Auch Arten mit Hin-und-Rück-Migrationen führen daneben in der Regel auch gerichtete Migrationen aus, oft in einem anderen Lebensstadium. Bei Fledermäusen existiert daneben ein Geschlechtsunterschied: Männchen führen häufiger gerichtete, Weibchen häufiger Hin-und-Rück-Migrationen aus. (In der Terminologie der Wirbeltierforscher wird die Bezeichnung Migration nicht in jedem Fall auch auf diese gerichteten Bewegungen angewandt.)

Die meisten Migrationen erfolgen regelmäßig, z. B. jährlich (annuell) oder jahreszeitlich (saisonal). Bei den meisten regelmäßig wandernden Arten haben sich besondere Zeitgeber herausgebildet, die das Migrationsverhalten bestimmen, auch wenn der dahinter liegende Grund ökologischer Natur ist (z. B. Nahrungsmangel). Dies liegt daran, dass es riskant ist, mit der Wanderung erst beim Eintritt der Verschlechterung zu beginnen. Auch Ausmaß und Dauer der Wanderungen sind oft erblich determiniert. Solche Arten beenden die Wanderung nicht, wenn sie einen Lebensraum mit günstigen Bedingungen auf ihrer Route antreffen. Unregelmäßige und nicht saisonal vorgegebene Migrationen werden auch Irruptionen genannt. Diese werden in der Regel direkt durch Verschlechterung der Lebensbedingungen ausgelöst. Wanderungen aquatischer Organismen zwischen Süß- und Salzwasserhabitaten werden diadrome Migrationen genannt. Neben Wanderfischen treten sie auch bei Wirbellosen auf (z. B. bei der Wollhandkrabbe). Wanderungen mit dem Medium, also durch Luft- oder Wasserströmungen werden oft als Drift bezeichnet.

## Evolution von Migrationsverhalten
Migration ist für die beteiligten Organismen mit nicht unbeträchtlichem Aufwand verbunden. Ins Gewicht fällt nicht nur der Energieverbrauch für die Bewegung. Bereits der Besitz von Lokomotionsorganen wie Flügeln und der dazu notwendigen Muskulatur ist mit Energieaufwand verbunden. Bei Insektenarten mit kurz- und langflügeligen Individuen (Flügeldimorphismus) können die kurzflügeligen in der Regel mehr Eier legen oder ihre Entwicklung früher abschließen. Ist Migration ein adaptives, von der Evolution gefördertes Merkmal, müssen diesem Aufwand entsprechende Gewinne entgegenstehen. Für einen einzelnen Organismus handelt es sich um ein Optimierungsproblem: Verzichtet er auf Migration, befindet er sich in einem Habitat mit Umweltbedingungen, die zumindest gut genug dafür waren, dass er seine eigene Entwicklung erfolgreich abschließen konnte. Andererseits können die Bedingungen sich (zufällig oder vorhersagbar) verschlechtern. Durch die Migration neu besiedelte Habitate dienen als Risikopuffer gegenüber zufälligem Aussterben durch Katastrophen. Außerdem ist in einem neu kolonisierten Habitat wahrscheinlich die Konkurrenz durch Artgenossen geringer oder sogar fehlend. Es ist unmittelbar einsichtig, dass Arten, die in nur kurz bestehenden (ephemeren) oder in Habitaten mit stark schwankenden Bedingungen leben, mehr in Migration investieren müssen als Arten in stabilen Habitaten mit vorhersagbaren Bedingungen. (Als Alternative zur Migration können allerdings auch resistente Dauerstadien dienen: Dormanz.) Da es, wenn sich die Bedingungen tatsächlich verschlechtern, schon zu spät sein kann, wird unter Umständen die Evolution von Zeitgebern (wie der Photoperiode) oder endogenen Rhythmen gefördert. Manche Definitionen von Migration lassen überhaupt nur Ortsveränderungen aufgrund solcher Faktoren gelten. Gelingt migrierenden Individuen die Begründung neuer Populationen, so ist es zu erwarten, dass in dieser neuen Population zunächst der Anteil der mobilen, migrationsfreudigen Individuen sehr hoch liegt (da ja Alle von solchen Individuen abstammen). Ist dieser Lebensraum (bezogen auf die Entwicklungsdauer der betrachteten Art) stabil und langlebig, sind hier allerdings dann die flügellosen Individuen aufgrund ihrer höheren Reproduktionsrate im Vorteil. Ihr Anteil sollte also rasch ansteigen. Ist die Kolonisierungsrate neuer Habitate zu gering, kann möglicherweise die Migrationsfähigkeit ganz verloren gehen – mit längerfristig stark erhöhtem Aussterberisiko (untersucht z. B. bei Laufkäfern und Rüsselkäfern).